# Zosteria longiceps
Zosteria longiceps är en tvåvingeart som beskrevs av Daniels 1987. Zosteria longiceps ingår i släktet Zosteria och familjen rovflugor. Inga underarter finns listade i Catalogue of Life.